# David Ferreiro
David Ferreiro Quiroga, né le 1er avril 1988 à Baños de Molgas (Espagne), est un footballeur espagnol évoluant au poste d'ailier à la SD Huesca.

## Biographie
Il joue plus de 200 matchs en deuxième division espagnole entre 2012 et 2018. Il découvre ensuite la première division espagnole lors de la saison 2018-2019.

## Palmarès
- Vice-champion d'Espagne de D2 en 2018 avec la SD Huesca
- Champion d'Espagne de D2 en 2020 avec la SD Huesca